# Sint-Willibrorduskerk (Kloosterburen)
De Sint-Willibrorduskerk in Kloosterburen is een neogotisch kerkgebouw, ontworpen door P.J.H. Cuypers en door de parochie zelf gebouwd. De kerk verving een eerdere katholieke kerk uit 1842, die al spoedig te klein was gebleken. Eerdere plannen om een eigen kerk te stichten waren in 1819 vanwege geldgebrek nog op niets uitgelopen.
 

De pastoor wilde rond 1900 de kerk uitbreiden met een priesterkoor, maar de parochianen vonden dit maar onzin. In 1904 kreeg hij uiteindelijk toch zijn zin en werd de kerk uitgebreid met een veelhoekige koorsluiting ontworpen door de zoon van Pierre Cuypers, Jos Cuypers, samen met Jan Stuyt.

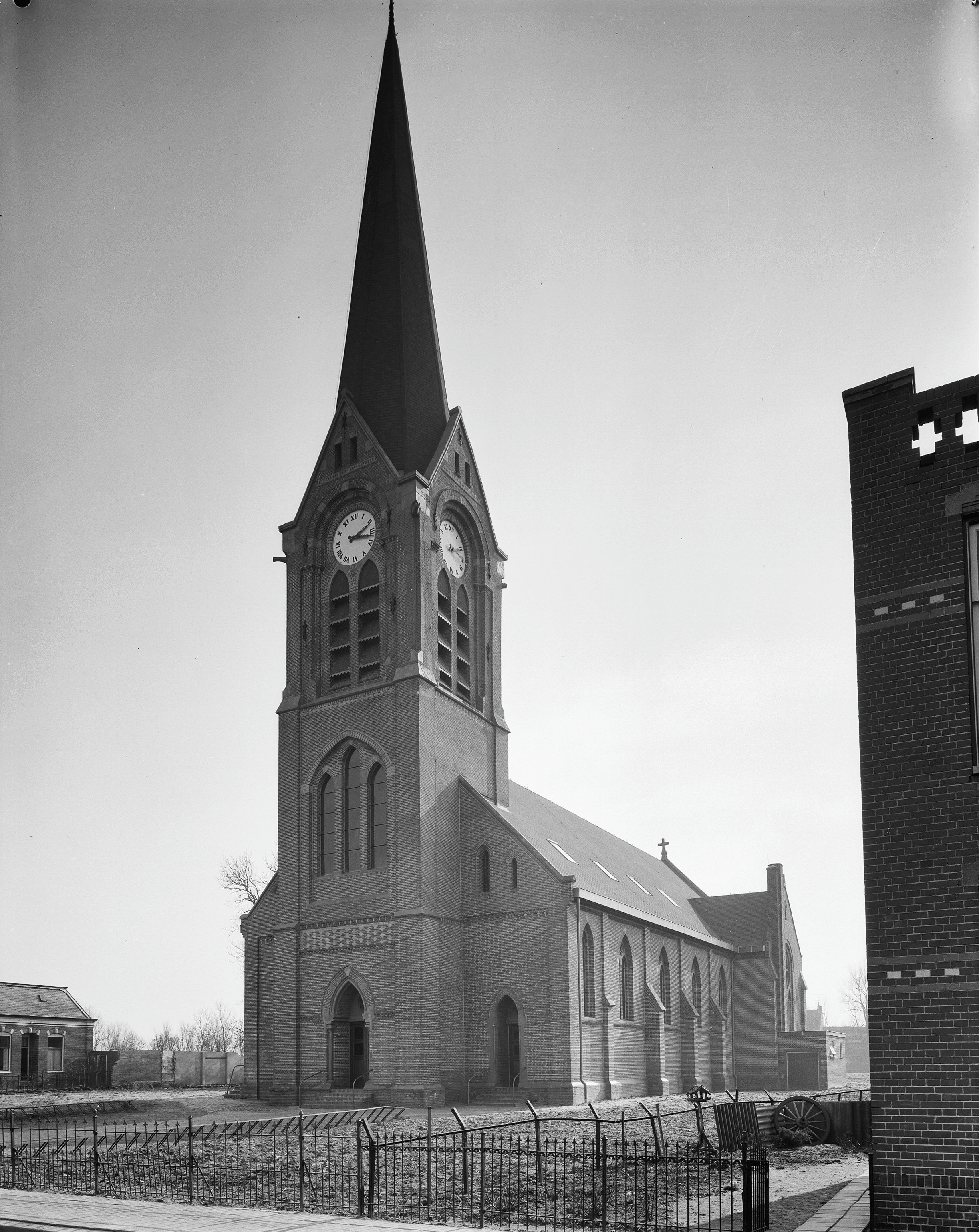
Vooraanzicht (1972)
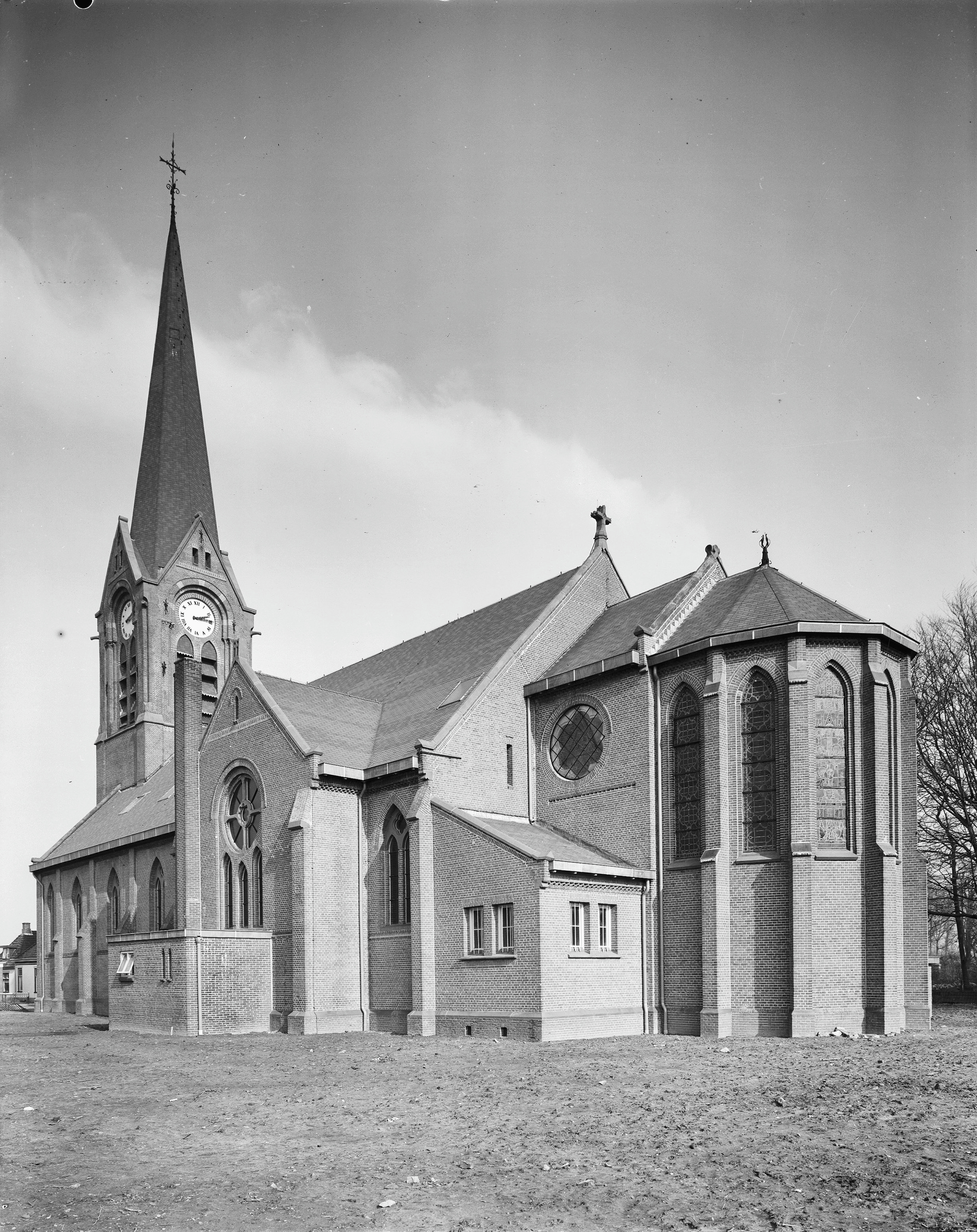
Schuin van achteren (1972)
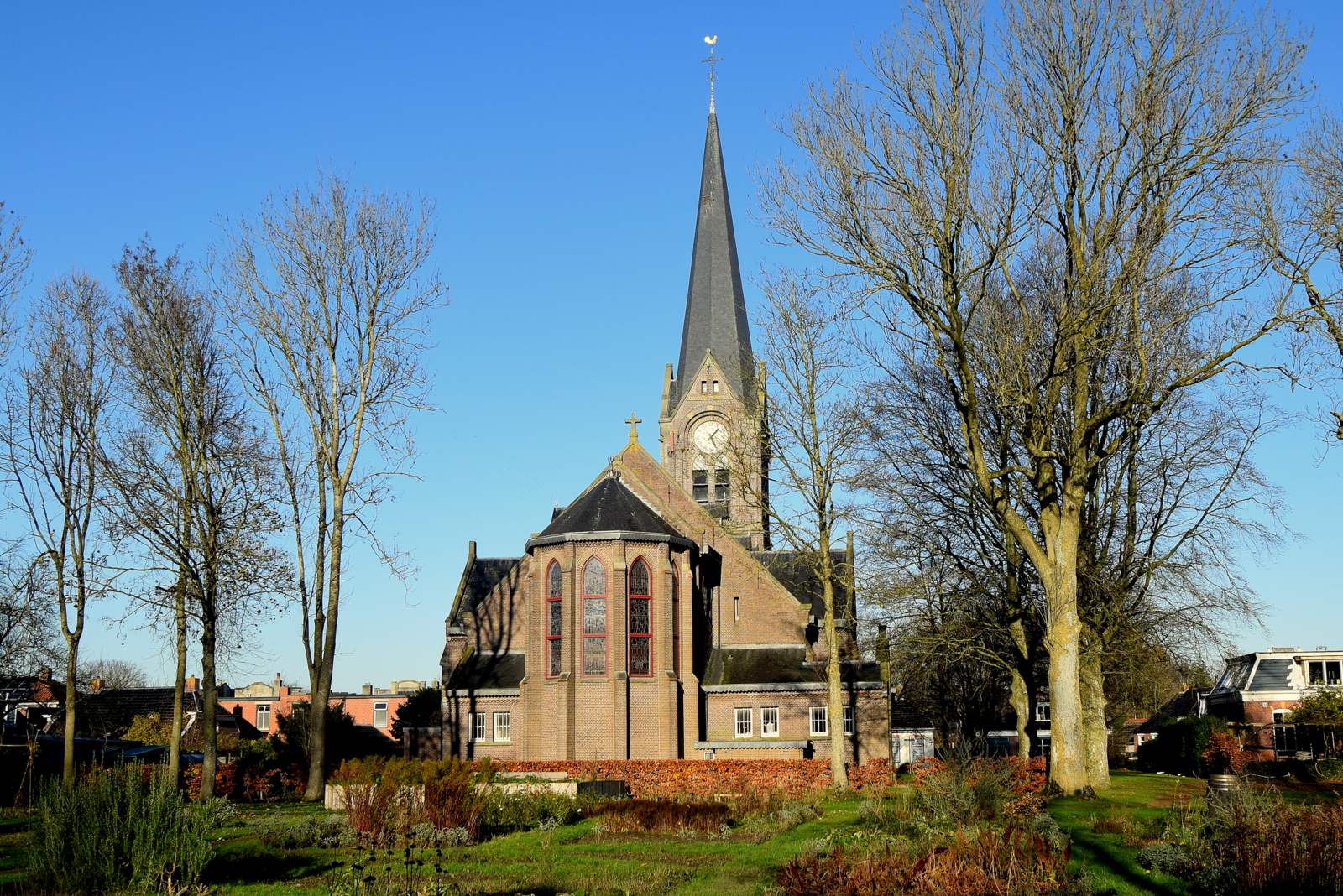
Achteraanzicht
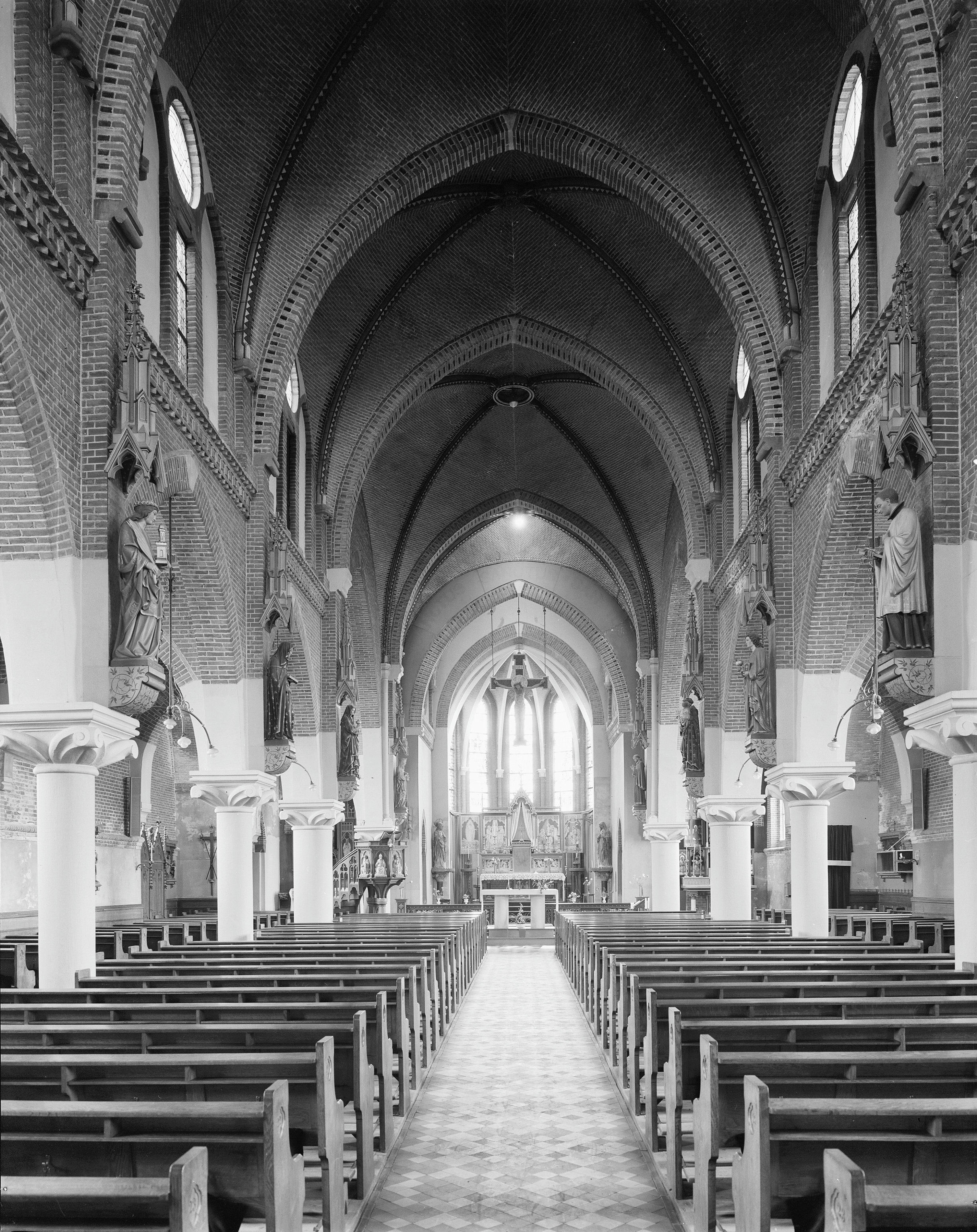
Interieur (1972)